# 夏格庄站
夏格庄站是青荣城际铁路的一座客运车站，位于中华人民共和国山东省青岛市莱西市夏格庄镇梁家庄村。按旅客乘降站设站台2座，到发线4条（含正线），车站两端不设渡线。站房3000平方米，信号楼780平方米，综合办公楼420平方米，给水所100平方米，换热站120平方米。站前广场工程面积约2万平方米。该站于2015年9月启动招标建设，2015年10月末主体完工，但2016年年底并未随青荣城际铁路接入青岛枢纽工程竣工同步投入使用，直至2019年7月10日才投入运营，该站启用后莱西北站暂时关闭，进行为期一年半的改造。